# دانشگاه صنعتی سیرجان
دانشگاه صنعتی سیرجان دانشگاهی است که در شهر سیرجان استان کرمان واقع شده‌است. 

## تاریخچه
اولین ساختمان این دانشگاه در سال ۱۳۷۱ تأسیس شد و در سال ۱۳۷۲ با ورود رشته مهندسی مکانیک گرایش جامدات روزانه تحت نظر دانشگاه شهید باهنر کرمان شروع به کار کرد.
همچنین در سال ۱۳۷۶ دورهٔ روزانهٔ رشتهٔ عمران به این دانشکده افزوده شد.
در سال ۱۳۷۸ دوره شبانه این رشته‌ها نیز در دانشکده گشایش یافت و در سال ۱۳۸۲ رشتهٔ کاردانی کامپیوتر گرایش نرم‌افزار در هر دو دورهٔ روزانه و شبانه به این دانشکده افزوده شد.
در طی سفر اول محمود احمدی‌نژاد به سیرجان تصمیم گرفته شد که این دانشکده از دانشگاه شهید باهنر کرمان جدا شده و به‌طور مستقل با عنوان دانشگاه صنعتی به کار خود ادامه دهد.
بعد از این مصوبات به دلیل عدم تلاش مسئولان این اتفاق نیفتاد و مدتی هم زمزمه شد که دانشجویان ورودی سال‌های قبل این دانشکده هم بایستی مدرک مجتمع آموزش عالی سیرجان بگیرند و حتماً بایستی یک سال این دانشکده به عنوان مجتمع آموزش عالی فعالیت کند، در این راستا عده‌ای از دانشجویان این دانشگاه دست به تحصن زده و از حضور سر کلاس‌های درس خودداری کردند.
البته تحصن دانشجویان سرانجام پس از اعزام هیأتی از مرکز به کرمان پایان یافت. در طی جلسه‌ای که برگزار شد دکتر لطفی معاون آموزشی وزارت علوم و نمایندگان دانشجویان دانشکده تکنولوژی در دانشگاه باهنر ابهاماتی که در این رابطه وجود داشت برطرف و دانشجویان به اعتراض خود پایان دادند.
دکتر صاحب الزمانی معاونت دانشجویی دانشگاه باهنر نیز با سفر به سیرجان و با دانشجویان به مذاکره پرداخت و دانشجویان با قبول شرایط بر سر کلاس‌های درس حاضر شدند.
در سال ۸۸ دانشجویان ورودی ۸۸ این دانشکده با اصلاحیه‌ای که قبل از انتخاب رشته در سایت سازمان سنجش قرار گرفته بود با عنوان قبولی مجتمع آموزش عالی سیرجان وارد این مرکز شدند.
در بهمن ماه سال ۱۳۸۸ بدنبال موافقت شورای گسترش آموزش عالی مجتمع آموزش عالی سیرجان به دانشگاه صنعتی سیرجان ارتقاء یافت.

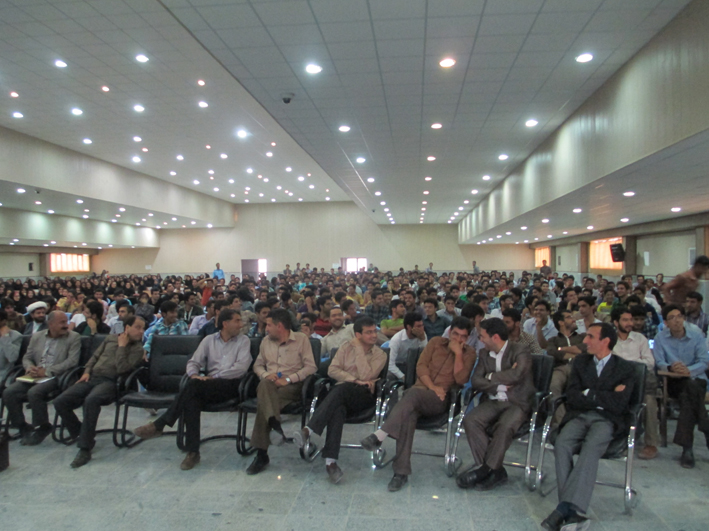
نمایی از سالن اجتماعات

این دانشگاه هم‌اکنون با اضافه کردن رشته‌های مهندسی کامپیوتر و مهندسی شیمی با ۲۶۰۰ نفر دانشجو فعالیت خود را ادامه می‌دهد.
تا این زمان ساختمان ۳ دانشکده با زیر بنای ۱۰ هزار متر مربع ساخته شده‌اند.
این دانشگاه دارای مجموعاً ۴ ساختمان در محدوده دانشگاه است که قدیمی‌ترین آن‌ها ساختمان دانشکده مکانیک و بعد از آن دانشکده عمران و کتابخانه و سالن ورزشی می‌باشد.
همچنین ۳ ساختمان خوابگاهی نیز برای دانشجویان دختر و پسر فراهم شده‌است. در سال ۸۸ نیز ساختمان خوابگاه قائم و سلف سرویس دانشگاه با زیر بنای ۵۵۰۰ متر افتتاح شد.
در سال ۱۳۸۹ با موافقت مرکز گسترش آموزش عالی، ایجاد رشته کارشناسی ارشد مهندسی مکانیک - طراحی کاربردی در این دانشگاه به تصویب رسید و این دانشگاه از مهر ماه سال ۱۳۹۰ در این رشته در مقطع کارشناسی ارشد دانشجو می‌گیرد.
در مهر ماه سال ۱۳۹۱ با اضافه شدن سه رشته کارشناسی مهندسی برق قدرت، علوم مهندسی و مهندسی رباتیک گام مهمی در تحقق صنعتی شدن برداشت و با احتساب افزایش این سه رشته شمار دانشجویان به ۲۷۰۰ نفر در ۱۳ رشته کارشناسی رسید.
سیر رُشد و افزایش رشته‌ها تا به امروز این دانشگاه کار خود را در سال ۱۳۷۱ با رشته مکانیک شروع کرد که ساختمان آن واقع بر بلوار دکتر صادقی بود و اکنون خوابگاه دختران دانشگاه می‌باشد و پس از آن رشته عمران و رشته‌های مهندسی کامپیوتر نرم‌افزار و ریاضی و کاربردها و مهندسی شیمی نیز اضافه شدند تا این که در سال ۱۳۸۹
با موافقت مرکز گسترش آموزش عالی، ایجاد رشته کارشناسی ارشد مهندسی مکانیک - طراحی کاربردی در این دانشگاه به تصویب رسید و سپس در مهر ماه سال ۱۳۹۱ با اضافه شدن سه رشته کارشناسی مهندسی برق قدرت، علوم مهندسی و مهندسی رباتیک و همچنین در مهر ماه سال ۱۳۹۲ رشته‌های مهندسی برق الکترونیک، مهندسی فناوری اطلاعات و مهندسی کامپیوتر سخت‌افزار در مقطع کارشناسی افزوده شد.

## ساختمان‌ها

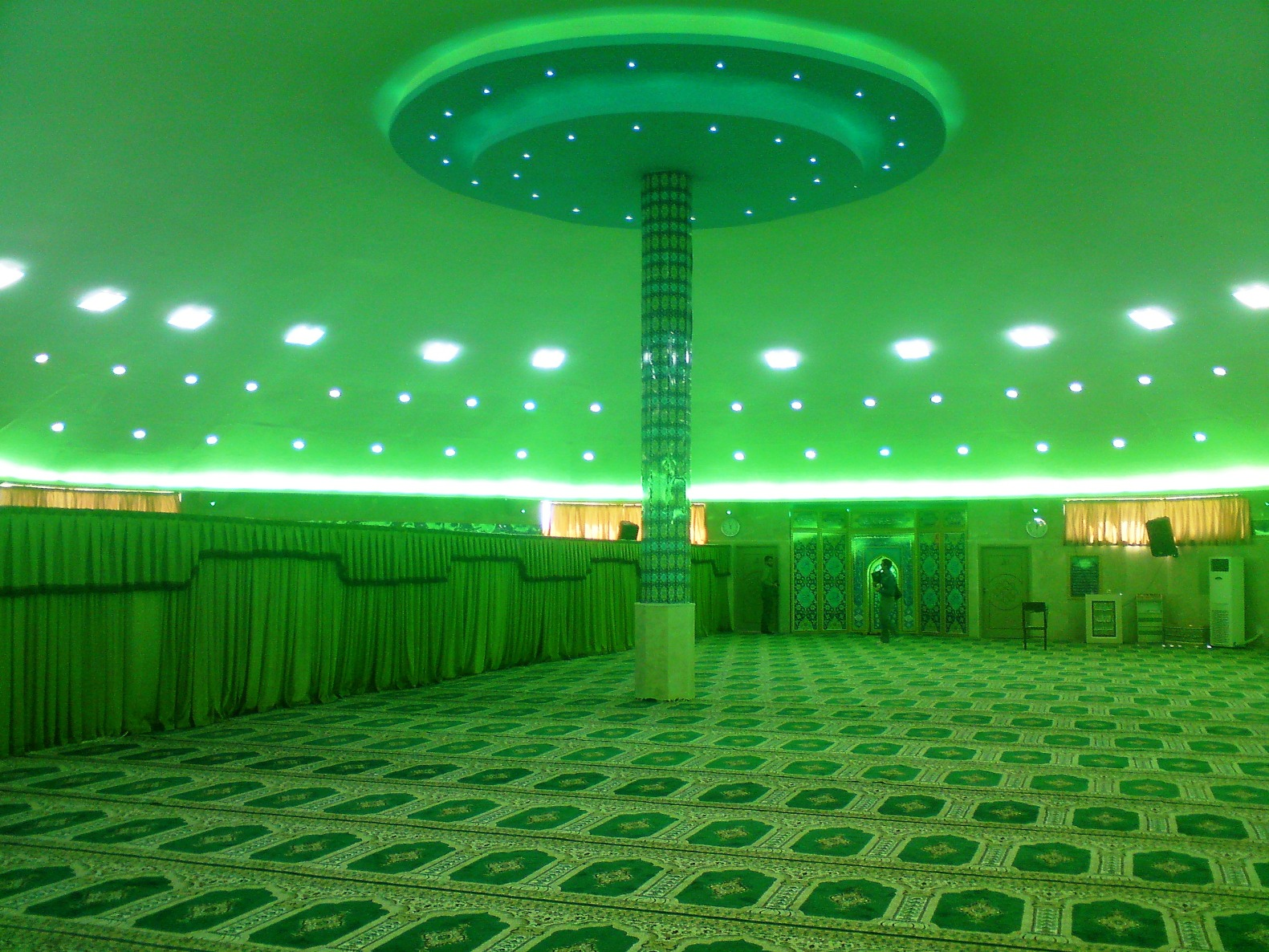
نمای داخلی مسجد

اولین ساختمان ساخته شده در مکان امروزی دانشگاه ساختمان مشهور به مکانیک است به دلیل این که دفتر بخش مکانیک در آن واقع شده‌است و سپس ساختمان عمران و کتابخانه و مدیریت و مسجد ساخته شدند.

### مسجد
این مسجد که سال‌ها ساخت آن به طول انجامید سر انجام در اسفند ماه ۱۳۹۱ با حضور امام جمعه افتتاح شد که از نوع سازه‌های سبک بوده و فقط یک ستون دارد و هزینه آن توسط خیرین سیرجانی پرداخت شده‌است.

## دانشکده‌ها
- دانشکده مهندسی برق
- دانشکده مهندسی مکانیک
- دانشکده مهندسی عمران
- دانشکده مهندسی شیمی
- دانشکده مهندسی کامپیوتر و فناوری اطلاعات
- دانشکده علوم کامپیوتر و ریاضی